# 大塚 (文京区)
大塚（おおつか）は、東京都文京区の町名。現行行政地名は大塚一丁目から大塚六丁目。住居表示実施済区域。

## 地理
文京区北部に位置する。北で豊島区東池袋および南大塚、東で千石、白山、南東で小石川、南で小日向、南西で音羽、西で豊島区雑司が谷・目白台、北西で豊島区南池袋に接している。

### 地価
住宅地の地価は、2025年（令和7年）1月1日の公示地価によれば、大塚4-9-2の地点で119万円/m2、
大塚6-14-25の地点で87万6000円/m2となっている。

## 歴史
旧小石川区北西部の通称大塚地区内の大塚町、大塚窪町、大塚仲町、大塚坂下町、大塚上町、大塚辻町および氷川下町などを合併して誕生。なお、山手線大塚駅は町域内にはない。同駅は文京区大塚より北西1km離れており、駅周辺（豊島区南大塚）は旧来巣鴨と呼ばれた地域である。

### 地名の由来
地名は古墳に由来しているという説がある。1629年（寛永6年）には既にこの名があった。豊島郡小石川村の小名として広く呼ばれていた。

## 世帯数と人口
2025年（令和7年）3月1日現在（文京区発表）の世帯数と人口は以下の通りである。
| 丁目       | 世帯数     | 人口     |
| ---------- | ---------- | -------- |
| 大塚一丁目 | 569世帯    | 1,216人  |
| 大塚二丁目 | 1,398世帯  | 2,487人  |
| 大塚三丁目 | 2,555世帯  | 4,386人  |
| 大塚四丁目 | 2,137世帯  | 3,526人  |
| 大塚五丁目 | 2,622世帯  | 4,581人  |
| 大塚六丁目 | 2,489世帯  | 4,130人  |
| 計         | 11,770世帯 | 20,326人 |

### 人口の変遷
国勢調査による人口の推移。
| 年                 | 人口   |
| ------------------ | ------ |
| 1995年（平成7年）  | 15,355 |
| 2000年（平成12年） | 15,768 |
| 2005年（平成17年） | 15,936 |
| 2010年（平成22年） | 16,967 |
| 2015年（平成27年） | 18,913 |
| 2020年（令和2年）  | 20,268 |

### 世帯数の変遷
国勢調査による世帯数の推移。
| 年                 | 世帯数 |
| ------------------ | ------ |
| 1995年（平成7年）  | 7,217  |
| 2000年（平成12年） | 8,077  |
| 2005年（平成17年） | 8,419  |
| 2010年（平成22年） | 9,545  |
| 2015年（平成27年） | 10,923 |
| 2020年（令和2年）  | 11,453 |

## 学区
区立小・中学校に通う場合、学区は以下の通りとなる（2020年9月現在）。
| 丁目       | 番地 | 小学校             | 中学校             |
| ---------- | --- | ------------------ | ------------------ |
| 大塚一丁目 | 1〜6番 | 文京区立窪町小学校 | 文京区立第一中学校 |
| 大塚一丁目 | 7〜11番 | 文京区立窪町小学校 | 文京区立音羽中学校 |
| 大塚二丁目 | 3番18・20号 4番8〜9号 4番10号（一部） 5〜11番                                                                       | 文京区立青柳小学校 | 文京区立音羽中学校 |
| 大塚二丁目 | 1〜2番 3番1号 4番10号（一部）                                                                                       | 文京区立窪町小学校 | 文京区立音羽中学校 |
| 大塚二丁目 | 12〜20番 | 文京区立窪町小学校 | 文京区立第一中学校 |
| 大塚三丁目 | 1～32番 | 文京区立窪町小学校 | 文京区立第一中学校 |
| 大塚三丁目 | 33〜44番 | 文京区立大塚小学校 | 文京区立第一中学校 |
| 大塚四丁目 | 全域 | 文京区立大塚小学校 | 文京区立第一中学校 |
| 大塚五丁目 | 1番17号 2〜3番 4番4〜11号 5〜9番 16番3号（一部） 16番14号（一部） 16番17号（一部）                                  | 文京区立大塚小学校 | 文京区立第一中学校 |
| 大塚五丁目 | 1番3〜13号 4番2・3号 10〜15番 16番1・2号 16番3号（一部） 16番4〜13号 16番14号（一部） 16番15〜16号 16番17号（一部） | 文京区立青柳小学校 | 文京区立音羽中学校 |
| 大塚六丁目 | 全域 | 文京区立青柳小学校 | 文京区立音羽中学校 |

## 交通

### 鉄道
- 東京メトロ丸ノ内線 - 新大塚駅、茗荷谷駅
- 東京メトロ有楽町線 - 護国寺駅

なお、隣接する豊島区南大塚にJR山手線の大塚駅および都電荒川線の大塚駅前停留場が設置されている。

### バス
- 東京都交通局大塚自動車営業所

### 道路
- 国道254号（春日通り）
- 東京都道437号秋葉原雑司ヶ谷線（不忍通り）

## 事業所
2021年（令和3年）現在の経済センサス調査による事業所数と従業員数は以下の通りである。
| 丁目       | 事業所数  | 従業員数 |
| ---------- | --------- | -------- |
| 大塚一丁目 | 94事業所  | 1,321人  |
| 大塚二丁目 | 73事業所  | 1,991人  |
| 大塚三丁目 | 236事業所 | 3,107人  |
| 大塚四丁目 | 115事業所 | 1,394人  |
| 大塚五丁目 | 178事業所 | 1,747人  |
| 大塚六丁目 | 70事業所  | 348人    |
| 計         | 766事業所 | 9,908人  |

### 事業者数の変遷
経済センサスによる事業所数の推移。
| 年                 | 事業者数 |
| ------------------ | -------- |
| 2016年（平成28年） | 706      |
| 2021年（令和3年）  | 766      |

### 従業員数の変遷
経済センサスによる従業員数の推移。
| 年                 | 従業員数 |
| ------------------ | -------- |
| 2016年（平成28年） | 10,238   |
| 2021年（令和3年）  | 9,908    |

## 施設
- 大塚地域包括支援センター
- 文京大塚二丁目郵便局
- 文京大塚三丁目郵便局
- 文京大塚五丁目郵便局
- 全林野会館
- 自治労連会館（日本自治体労働組合総連合本部）
- 不二家本社
- 大塚公園
- 東京都監察医務院
- 東京都難病相談・支援センター
- 東京都立大塚病院 - 南東の一部。大部分は豊島区南大塚2丁目に所在する。
- 東京健生病院

### 教育機関
- 学校法人跡見学園
  - 跡見学園女子大学
  - 跡見学園中学校・高等学校
- お茶の水女子大学
  - お茶の水女子大学附属幼稚園・お茶の水女子大学附属小学校・お茶の水女子大学附属中学校・お茶の水女子大学附属高等学校・文京区立お茶の水女子大学こども園
- 拓殖大学 - 国際教育会館のみ。本校キャンパスは小日向に所在。
- 筑波大学 - 旧：東京教育大学の施設を大塚地区キャンパスとして継承。
  - 筑波大学附属中学校・高等学校
  - 筑波大学附属小学校 - 大塚地区キャンパスに隣接して建ち、中学校・高等学校とは離れている。
- 貞静学園中学高等学校
- 東邦音楽短期大学
  - 東邦音楽大学附属東邦中学校・高等学校
- 放送大学東京文京学習センター

- 筑波大学との共同出資で建設された建物。対面授業や単位認定試験などがここで行われる。
- 日本大学豊山中学校・高等学校
- 文京区立音羽中学校
- 文京区立青柳小学校
- 文京区立大塚小学校
- 文京区立窪町小学校
- 桜蔭会館
- 東京バプテスト神学校

## 史跡
- 護国寺
- 大塚先儒墓所
- 豊島岡墓地
- 智香寺
- 西信寺
- 高源院
- 本伝寺
- 吹上稲荷神社

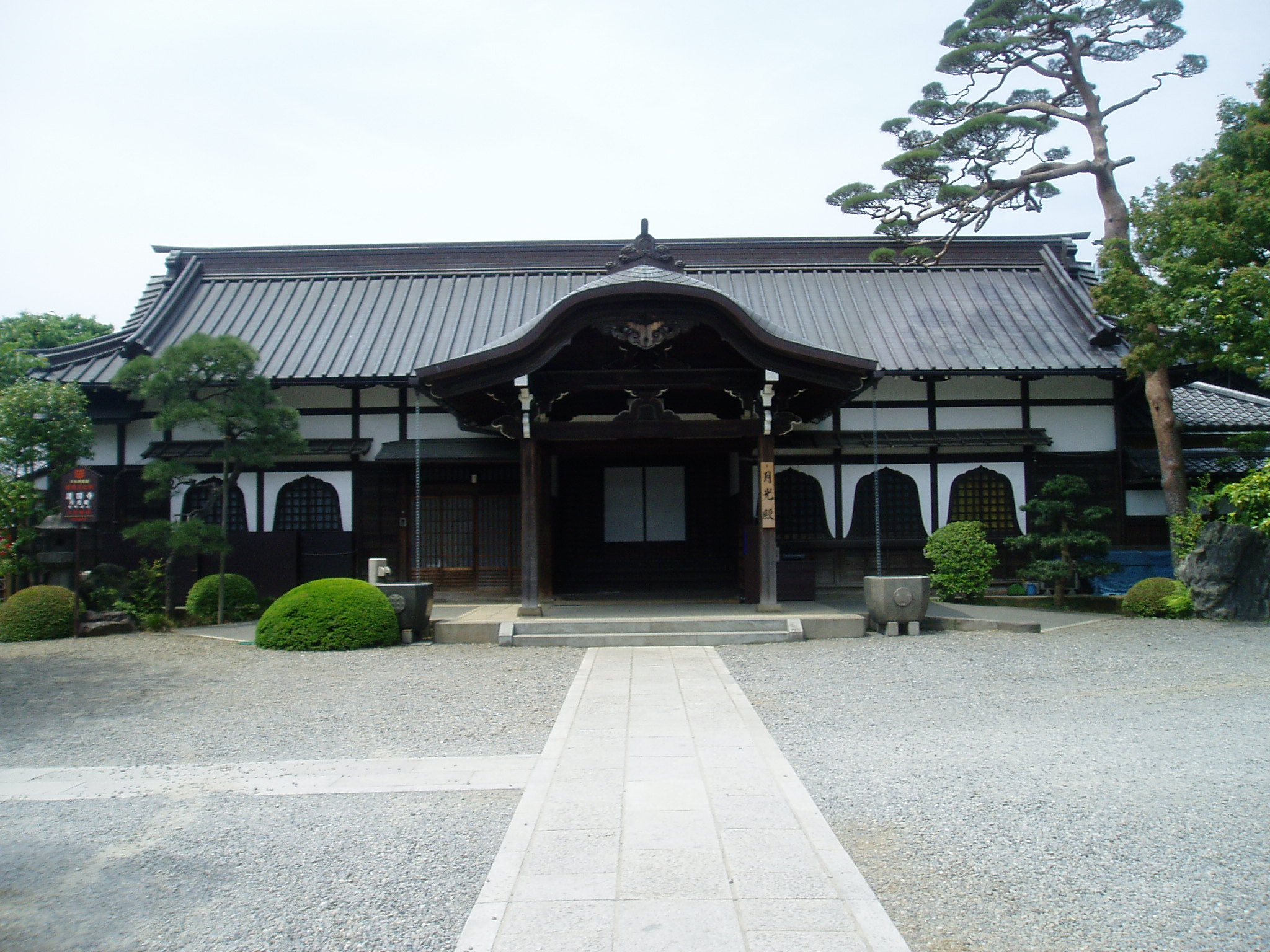
護国寺月光殿
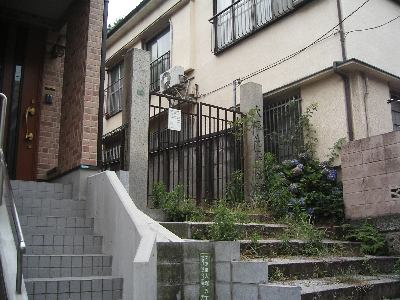
大塚先儒墓地
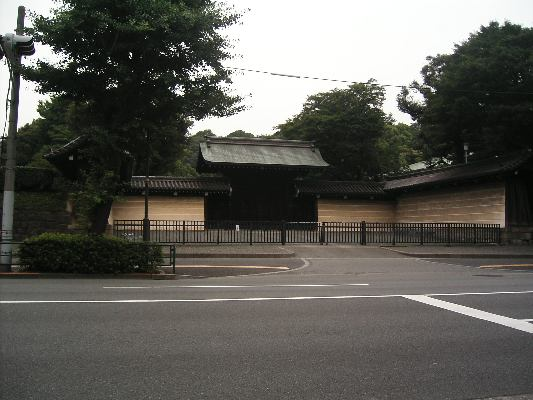
豊島岡墓地

護国寺、大塚先儒墓所、日本大学豊山中学校・高等学校などが所在。

## 出身人物・ゆかりのある人物
- 守屋和郎（外交官） - 元駐アフガニスタン公使。大塚仲町在住。元衆議院議員、元宮城県塩竈市長守屋栄夫の弟。
- 大塚番作（南総里見八犬伝の登場人物）

## その他

### 日本郵便
- 郵便番号 : 112-0012[3]（集配局 : 小石川郵便局[17]）。